# 2015年パンアメリカン競技大会における野球競技
2015年パンアメリカン競技大会における野球競技（2015ねんパンアメリカンきょうぎたいかいにおけるやきゅうきょうぎ、Baseball at the 2015 Pan American Games）は、2015年7月11日から26日までカナダのエイジャックスで行われた2015年パンアメリカン競技大会の野球競技である。
今大会から女子も参加する事となった。そのため、男子野球競技と女子野球競技の日程で開催された。